# Germán Lux
Germán Darío Lux (Carcarañá, 7 giugno 1982) è un allenatore di calcio ed ex calciatore argentino, di ruolo portiere.
Nel 2004 ha vinto l'oro olimpico al torneo calcistico di Atene, senza subire gol.

## Carriera

### Club
Lux entrò a far parte del settore giovanile del River Plate nel 1998; quattro anni più tardi fu aggregato alla prima squadra e debuttò con i bianco-rossi durante la partita di Coppa Libertadores dell'11 aprile 2002 pareggiata per 1-1 sul campo dell'Atlético Talleres.
Il 1º luglio 2007, alla scadenza del contratto con il River Plate, fu ingaggiato dagli spagnoli del Maiorca.
Il 1º luglio 2011, alla scadenza del contratto con il Maiorca, fu ingaggiato dal Deportivo La Coruña.
Il 1º luglio 2017, alla scadenza del contratto con il Deportivo La Coruña, fece ritorno al River Plate dopo dieci anni.

### Nazionale
Nell'estate del 2004 fu convocato dalla nazionale argentina olimpica per il torneo calcistico di Atene; la squadra riuscì a vincere la medaglia d'oro senza subire alcun gol in sei partite, battendo in finale il Paraguay per 1-0.
Nell'estate del 2005 fu convocato dalla nazionale argentina per la Confederations Cup in Germania; la squadra raggiunse la finale, ma fu sconfitta con un pesante 1-4 dagli storici rivali del Brasile.

## Palmarès

### Club
- Primera División: 2

River Plate: 2002, 2004
- Copa Libertadores: 1

River Plate: 2018
- Recopa Sudamericana: 1

River Plate: 2019
- Copa Argentina: 1

River Plate: 2019
- Supercopa Argentina: 1

River Plate: 2019

### Nazionale
- Oro olimpico: 1

Argentina: 2004